# Potentilla yokusaiana
Potentilla yokusaiana är en rosväxtart som beskrevs av Tomitaro Makino. Potentilla yokusaiana ingår i Fingerörtssläktet som ingår i familjen rosväxter. Inga underarter finns listade i Catalogue of Life.